# Wohn- und Wirtschaftsgebäude Dorfstraße 9
Das Wohn- und Wirtschaftsgebäude Dorfstraße 9 in Dünsen, Samtgemeinde Harpstedt, stammt von 1922.
Das Gebäude steht unter Denkmalschutz (Siehe auch Liste der Baudenkmale in Dünsen).

## Geschichte
Das eingeschossige giebelständige massive und verklinkerte Wohn- und Wirtschaftsgebäude von 1922 im Heimatstil mit Satteldächern hat einen T-förmigen Grundriss mit einem langgestreckten Stalltrakt wie ein Hallenhaus. Der rückseitige quergestellte Wohntrakt ist in der Art einer „Oldenburger Hundehütte“ (achsensymmetrisches Oldenburger Giebelhaus) ausgeführt. Der dekorative Wirtschaftsgiebel hat ein korbbogiges Einfahrtstor mit breiten Lisenen sowie im Giebeldreieck Fachwerk mit Steinausfachungen, z. T. als Fächerrosetten. Seitlich haben die weiteren Eingänge Rahmungen und Ziergiebel. Auch an den Längsseiten befindet sich Fachwerk.
Die weiteren sechs Nebengebäude des Hofes Hohnholz sind nicht denkmalgeschützt.
Die Landesdenkmalpflege befand: „...geschichtliche Bedeutung ... als beispielhaftes ... Hallenhaus in Formen des historisierenden Heimatstils ...“.